# يوهان إيكلاند
يوهان إيكلاند (بالسويدية: Johan Eklund) (30 مايو 1984 بفالون في السويد - ) هو لاعب كرة قدم سويدي في مركز الهجوم. لعب مع نادي براغي وFalu BS ‏ ونادي سوندسفال ‏ وFalu FK ‏.

## وصلات خارجية
- يوهان إيكلاند على موقع اتحاد السويد (السويدية)
- يوهان إيكلاند على موقع قاعدة بيانات كرة القدم.إي يو (الإنجليزية)
- يوهان إيكلاند على موقع Soccerway.com (الإنجليزية)